# Технотајз: Едит и ја
Технотајз: Едит и ја је српски дугометражни анимирани филм у режији Алексе Гајића. Гласове су позајмили Никола Ђуричко, Јелисавета Саблић, Небојша Глоговац, Петар Краљ, Срђан Тодоровић, Санда Кнежевић и Игор Бугарски.
Музику су компоновали Борис Фурдуј и Слободан Штрумбергер.
Продуценти филма су Зоран Цвијановић, Алекса Гајић (ко-продуцент), Милко Јосифов (извршни продуцент) и Алекс Николић из Black, White & Green студија.

## Радња
Радња филма се одвија у Београду, 2074. године и прати Едит Стефановић. Она је студенткиња психологије. Волонтерски ради у истраживачком центру ТДР. Њен посао је да негује Абела, аутистичног математичког генија, који је пошто је записао формулу која обједињује све енергије које се јављају на Земљи, прекида контакт са спољним светом (верује се да би таквом формулом било могуће израчунати будућност чак и доказати постојање Бога, и постати најмоћнији човек на свету). Услед проблема са факултетом, решава да прибегне алтернативном методу давања испита.
Њен пријатељ Херб јој продаје чип сумњивог порекла који би јој помогао да користећи везу између свести и подсвести повећа своје интелектуалне способности. Међутим нико ни не слути да ће чип, пошто Едит стицајем околности види графикон мистериозне формуле, постати свестан самог себе и почети прво ментално а онда и физички да се развија као Едитина паралелна личност. Временом се, док Едит полаже испите чип развија у паралелни нервни систем који је путем микронских жица развијен по целом њеном телу. Како га је хируршки немогуће извадити, чип сваким даном постаје све обилнији развијајући се као какав канцер по организму. Временом вест долази и до људи из ТДР-а и они у немогућности да реше проблем са аутистичним Абелом одлуче да покушају са бићем које је индиректно Абелово дете. Наравно такав поступак би за резултат имао и смрт Едит.
После бројних проблема и траума, Едит на крају уједињена заједничким проблемом решава да постане пријатељ са својим „станаром“. У међувремену он је стекао и своје име Еди као и обличје које је видљиво једино њој, те она постаје предмет исмевања својих пријатеља као шизофреничарка и лудак. Људи из ТДР-а показују своје право лице, приликом бега из њихове зграде се види крајњи циљ њихових истраживања. У јурњави за сопствени живот, Едит решава да са собом поведе и Абела чији је живот такође дошао у опасност. Ову неравноправну борбу између ње и конгломерата ТДР олакшава чињеница да је Едит у међувремену постала прави суперхерој. Њен нови нервни систем, извлачи из њеног тела максимум, који превазилази и најлуђе снове. Едит одједном располаже фантастичном брзином, снагом као и способношћу да се савршено бави борилачким вештинама.

## Гласови и улоге
| Глумац              | Улога              |
| ------------------- | ------------------ |
| Игор Бугарски       | Абел               |
| Татјана Ђорђевић    | Сања               |
| Никола Ђуричко      | Бојан              |
| Небојша Глоговац    | Еди                |
| Марија Каран        | Брони              |
| Санда Кнежевић      | Едит Стефановић    |
| Петар Краљ          | Деда               |
| Срђан Милетић       | Сергеј             |
| Борис Миливојевић   | Јован Ву           |
| Јелисавета Саблић   | Софија             |
| Срђан Тодоровић     | Херб               |
| Власта Велисављевић | професор Доријевић |

## Развој
Идеја се појавила кад је Алекса Гајић, режисер филма и аутор стрипа радио илустрацију за причу о зградама у Кнез Михајловој за Политикин Забавник. Тада се илустрација појавила на насловници листа.
Године 1998. Алекса Гајић је на Факултету примењених уметности за дипломски рад радио графички роман Технотајз, који је објављен две године касније.

За разлику од стрипа, у филму се код ликова додатно инсистира на живости, јер су они антихероји које ситуација мења и тера их на нешто што иначе не би чинили. Режисер о томе каже:
| „ | То се највише односи на главну јунакињу Едит. [...] У дијалозима сам инсистирао на сленгу и благој социјалној естетици, што чини да овај филм заличи на класичан домаћи филм. Тиме сам још више нагласио преокрет у причи, када она престаје да буде трагикомедија и постаје фантастика. | ” |

 Због преовладавања сленга у филму Гајић је био и критикован.

## Премијера и каснија приказивања
Премијера је била 28. септембра 2009. године у Великој дворани Сава центра, али је била планирана за новембар 2008.
Дистрибутерска кућа је Cinears, а филм се у биоскопима приказује од 1. октобра.
Филм се у биоскопима у Србији налази на четвртом месту по гледаности, након филмова 2012, Чекај ме, ја сигурно нећу доћи и Тамо и овде. За осам недеља приказивања видело га је 16.339 гледалаца.
Технотајз је приказан на Егзиту, Фестивалу анимираног филма у Бањалуци и у Канади, на фестивалу анимираног филма у Вотерлоу.
За Егзит је урађена реклама у маниру филма.

## Анимација
Филм комбинује четири врсте анимације:
- векторска анимација је кориштена за фацијалну анимацију — отварање уста, мрдање очију, носа и ушију.
- 3D
- 2D која се већином користила, за ликове.
- колажна анимација.

Анимација је слична јапанским анимама.
За 3D анимацију били су задужени Игор Драгишић, Небојша Андрић, Александар Новрта, Слободан Ковачевић, Антоан Симић и Иван Пејић, а 2D Милисав Банковић, Дарко Гркинић и Реља Пајић.
Велики део посла у филму одрађен је уз помоћ програма Moho, сада познатог као Anime Studio Pro 5.

## Наставак
Режисер Алекса Гајић каже да је припремио сценарио за наставак филма. Радња наставка се одвија у Котору, а главни лик је новинар из Београда.

## Буџет
Цртање, снимање и постпродукција су трајали три године, а буџет је, уз спонзоре и подршку Министарства културе Србије и Секретаријата за културу града Београда достигао 75 милиона динара.

## Критике
На филмском сајту IMDb просечна оцена од 1—10 је код мушкараца {\displaystyle 8,2}, а код жена {\displaystyle 8,9}. Сајт nadlanu.com пише 
Све што се може видети у овом филму је чисто уметничко дело, посебно Гајићева визија Београда и свих његових карактеристичних призора. Најдивније од свега је што то није наш град са досадних разгледница, већ ћошкови, фасаде и асфалти, који на прави начин дочаравају Београд. Овај анимирани филм је можда најбољи виртуелни водич кроз Београд икада направљен.
Веб—магазин Попбокс сматра да је режисер Алекса Гајић изгубио битку на пољу језика јер у филму преовладавају вулгарне реплике, које на лош начин стварају доживљај градског миљеа.

Режисер каже: 
Приметио сам да читаоци позитивно реагују на призоре београдских зграда на које су додавани разноврсни футуристички архитектонски елементи. Та препознатљивост је читаоцима пружала утисак убедљивости и осећање да би се тако нешто у будућности заиста могло видети на улицама Београда. То је ефекат који бих желео да постигнем и у овом филму.
На филмском фестивалу Синема сити филм је добио специјално признање публике за најбољи филм, а режисер Гајић признање за посебан допринос развоју српске кинематографије.
Новинска агенција Бета је на листи најважнијих културних и забавних догађаја у 2009. години уврстила и приказивање филма Технотајз: Едит и ја.